# Bier

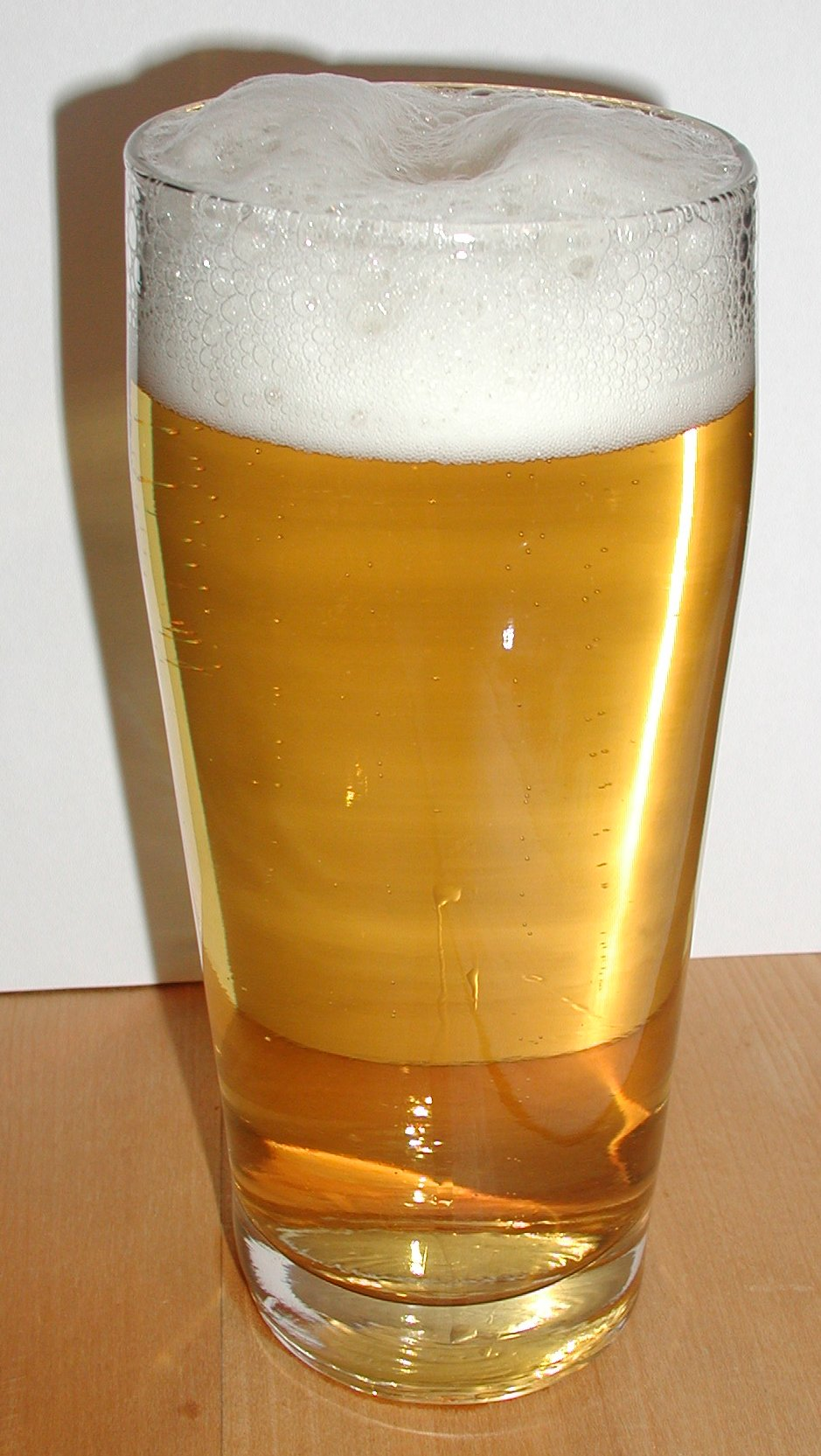
Helles Bier

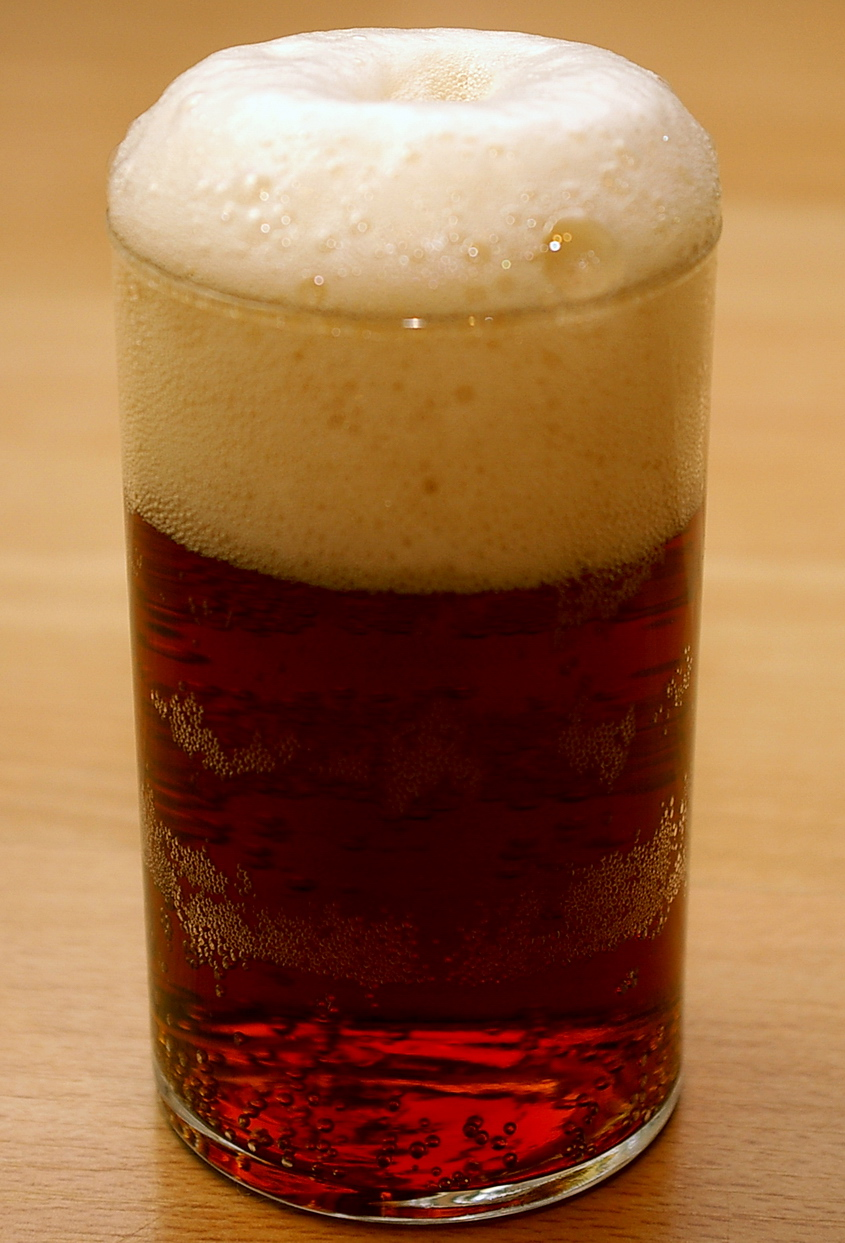
Altbier

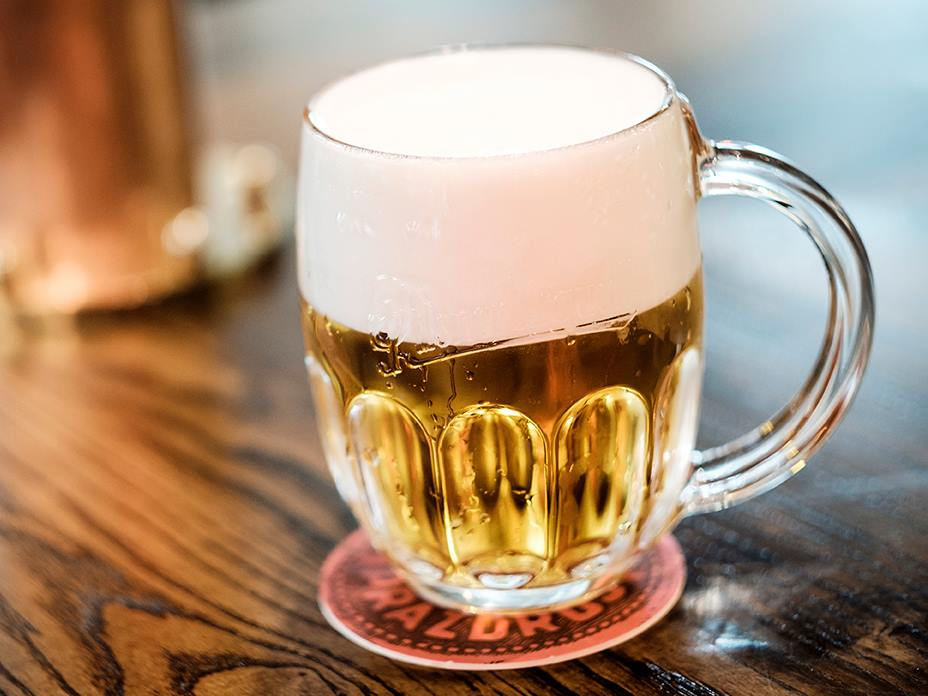
Pilsner Bier

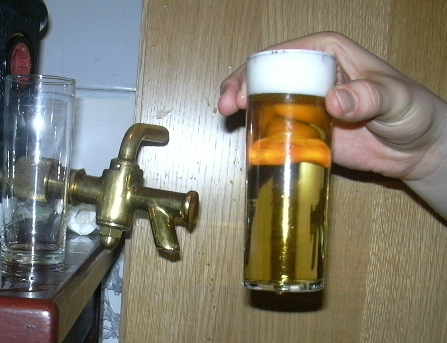
Frisch gezapftes Kölsch

Bier ist ein Getränk, das durch Gärung aus stärkehaltigen Stoffen gewonnen und nicht destilliert wird. Bei der Herstellung des meist kohlensäurehaltigen Getränks werden oft Hopfen oder andere Würzstoffe zugesetzt, etwa Früchte, Kräuter wie Grut oder andere Gewürze.
Wein und Bier entstehen durch Gärung von Zucker. Für Weine werden Zucker aus pflanzlichen oder tierischen Quellen (zum Beispiel Honig) vergoren, während der Ausgangsstoff für die Gewinnung von Zucker bei Bier immer Stärke ist. Der Zucker wird aus der Stärke von Getreide (Gerste, Weizen, Roggen, Hafer, Hirse, Reis, Mais) durch Mälzen oder andere enzymatische Verfahren gewonnen, seltener wird Stärke aus Kartoffeln oder anderem Gemüse wie Erbsen herangezogen.
Bier gibt es praktisch ebenso lange, wie es Agrarkulturen gibt. In Anbaugebieten Zentraleuropas für Gerste und Roggen sowie in den USA und einigen anderen, den so genannten Bierländern, ist es das beliebteste alkoholische Getränk. Bier und Braukunst wird weltweit als Identifikationsmerkmal und wesentlichen Bestandteil deutscher Kultur angesehen, auch wenn in vielen anderen Ländern ebenfalls Bier gebraut wird. In Deutschland ist der Vertrieb von alkoholischen Getränken unter der Bezeichnung „Bier“ nur erlaubt, wenn sie dem deutschen Reinheitsgebot, einem Kanon von Rechtsvorschriften für die Bierbrauerei in Deutschland, entsprechen.
Der Alkoholgehalt der meisten Biersorten liegt in Deutschland und Österreich zwischen 4,5 Vol.-% und 6 Vol.-%, je nach Sorte aber auch darüber. Alkoholfreie Biere werden durch zwei verschiedene Verfahren – Abbrechen der Gärung oder Extraktion des Alkohols aus normalen Bieren – erzeugt.

## Etymologie

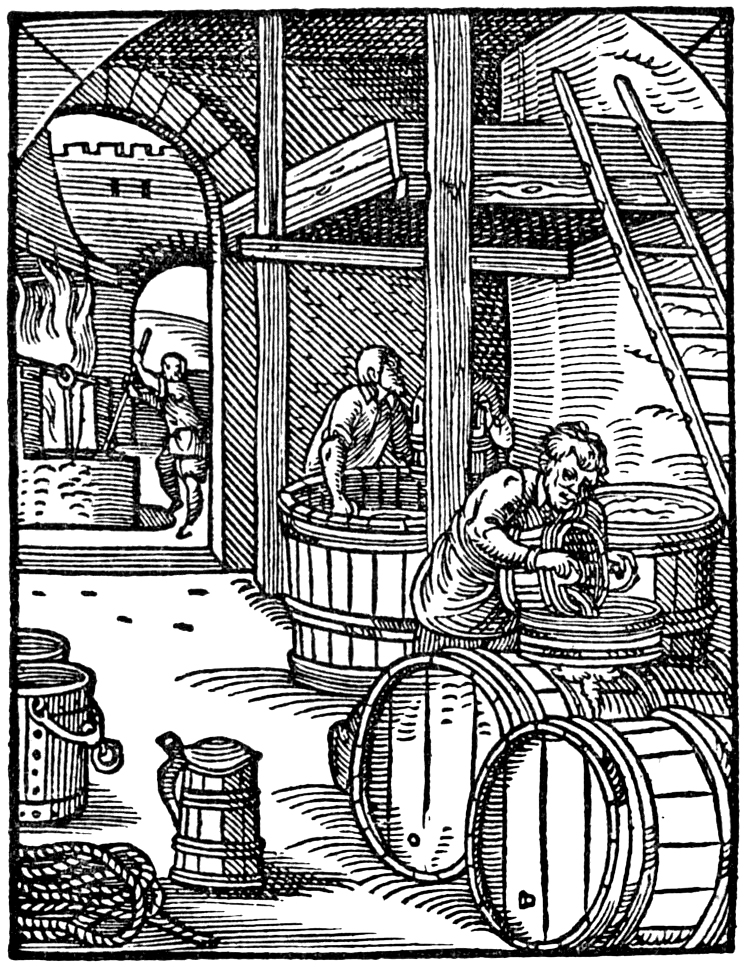
Der Bierbreuwer (Bierbrauer), aus Jost Ammans Ständebuch (1568)

Die Etymologie ist ungeklärt. Über den Ursprung des Wortes „Bier“ gibt es unterschiedliche Erklärungsansätze, von denen sich bisher jedoch keiner in den Sprachwissenschaften durchsetzen konnte. Gesichert sind jedoch die Wortformen in den historischen Sprachformen des Deutschen und seiner verwandten germanischen Sprachen, so althochdeutsch bior, mittelhochdeutsch bier, mittelniederdeutsch ber, altenglisch beor, altfriesisch biar und altnordisch bjórr. Die beiden wichtigsten Wörterbücher zur Etymologie der deutschen Sprache – von Kluge/Seebold und Pfeifer et al. – verzeichnen die folgenden Herleitungstheorien:
- zur indogermanischen Wurzel *bhreu mit Konsonantenverschiebung auch *bherw, zu der das Verb brauen, sowie lateinisch defrutum „(eingekochter) Most“ und griechisch-thrakisch brytos für „Gerstenbier“ gehören
- zu spätlateinisch biber „Getränk“
- zur indogermanischen Wurzel *b(e)u-, *bh(e)u-, *b(h)ū- „aufblasen, schwellen“; danach wäre Bier, germanisch *beuza-, als „das Aufschäumende, Blasenwerfende“ zu verstehen.

## Geschichte

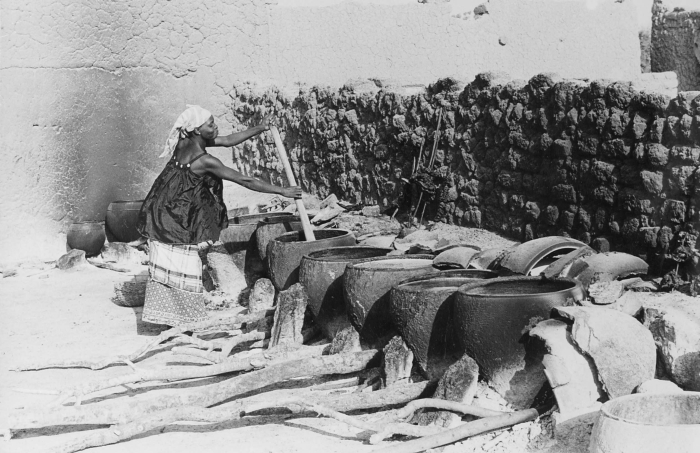
Traditionelle Herstellung von Dolo, einer Biersorte, die in Burkina Faso aus Sorghumhirsen hergestellt wird

Den ältesten bisher bekannt gewordenen Braubetrieb gab es in der Rakefet-Höhle (heutiges Israel) im Gebiet der Natufien-Kultur vor rund 13.000 Jahren.
Das älteste überlieferte Bierrezept ist ca. 5000 Jahre alt und stammt aus China.
Frühe Nachweise für Bier gibt es aus dem altmesopotamischen Raum. Die Ägypter ließen halbfertig gebackenes Brot mit Wasser vergären und bekamen so eine Art Bier. Wie bei Naturvölkern noch üblich (siehe dazu Chicha und Kava) wurde Getreide oder Brot gekaut und dabei eingespeichelt und der erhaltene Brei in einen Vorratstopf gespuckt, die Einspeichelung führte zur Aufspaltung der Stärke zu vergärbaren Zuckern (siehe dazu Speichel#Funktion und Speichel-Amylase#Katalysierte Reaktion). Die Kelten kannten mehrere Biersorten, insbesondere das weit verbreitete korma bzw. curma, ein einfaches Gerstenbier, und die cervisia bzw. cervesia (vgl. spanisch cerveza), ein Weizenbier mit Honig für die wohlhabendere Bevölkerung.
Im Mittelalter wurde Bier noch aus sehr vielen unterschiedlichen Zutaten gebraut. Es wurde Bier überwiegend mit obergäriger Hefe gebraut. Erst zwischen dem 13. und dem 16. Jahrhundert wurden die Kräuterbiere in Mitteleuropa zunehmend vom Hopfenbier verdrängt. Der Hopfen verleiht dem Bier einen erfrischend bitteren Geschmack, wirkte (in Zeiten ohne künstliche Kühlung) schwach konservierend und bildet ein Gegengewicht zum süßen Malz.
Die scherzhaft gebrauchte Bezeichnung „Flüssiges Brot“ hat einen ernsthaften historischen Hintergrund: In früheren Zeiten galt Bier als geeignetes Getränk für Kinder, da es einen geringeren Alkoholgehalt hatte und durch das Kochen der Bierwürze weitgehend keimfrei war, was vom damaligen Trinkwasser nicht behauptet werden konnte. In Zeiten von Missernten und Hunger war es wegen seines Energiegehalts eine wichtige Ergänzung der oft knappen Nahrung, da minderwertiges Getreide nicht weggeworfen werden musste, sondern durch das Bierbrauen halbwegs genießbar wurde. Beliebte Frühstücksspeise war bis zum 19. Jahrhundert noch die Biersuppe. Unterernährte Wöchnerinnen erhielten alkoholfreies „Heil-Bier“ auf Rezept. Im 17. Jahrhundert übernahmen Mönche den Begriff für ihr Fastenbier, denn flüssige Nahrung bricht das Fasten nicht.
Angesichts des hohen Bierkonsums im Mittelalter und in der frühen Neuzeit war Bier für den städtischen Fiskus und die um 1500 entstehenden Landessteuerbehörden von großem Interesse. Bereits im Spätmittelalter wurden fast überall Produktions- und Verkaufssteuern auf Bier erhoben.
Bierkeller gab es vielerorts in Naturhöhlen. Als Bier in Kühlhäusern, die der Wiener Brauer Adolf Ignaz Mautner von Markhof unter dem Patentnamen „Normal-Bierlagerkeller System Mautner“ entwickelte, auch bei niedrigen Temperaturen gelagert werden konnte, setzte sich bald die untergärige Brauweise durch. Bereits 1841 wurde das untergärige Lagerbier von Anton Dreher in Schwechat und von Adolf Ignaz Mautner in Wien gebraut; dies läutete die Epoche der untergärigen Biersorten ein. Als wichtiger Punkt in der Geschichte des untergärigen Bierbrauens gilt die „Erfindung“ der Pilsner Brauart. Sie ging aus der schon damals berühmten Bayerischen Brauart hervor, die vor allem auf nur leicht gedarrtem Malz und auf der langsamen Gärung durch Lagerung in kalten Höhlen und tiefen Kellern beruhte. Josef Groll braute am 5. Oktober 1842 den ersten Sud nach Pilsner Brauart. Dieser wurde erstmals am 11. November 1842 öffentlich ausgeschenkt und eröffnete so den weltweiten Siegeszug dieser Bierspezialität, die als Original Pilsner Urquell vertrieben wird.
In Deutschland wird Bier nach der Bierverordnung von 2005 basierend auf dem Biersteuergesetz, umgangssprachlich als Reinheitsgebot bekannt, gebraut. Bier ist das in Deutschland und vielen anderen Ländern meistkonsumierte alkoholische Getränk.
In Österreich geht die gewerbliche Erzeugung mit der Brauerei Hofstetten in Oberösterreich auf das Jahr 1229 zurück. Im weiteren Mittelalter entstanden zahlreiche Klosterbrauereien, die erst im 15. und 16. Jahrhundert durch Hausbrauereien zurückgedrängt wurden. Wurde bis in das 19. Jahrhundert Bier mit obergäriger Hefe produziert, änderte sich das mit der Erfindung von Presshefe durch Mautner schlagartig. Mit dem Schwechater Lagerbier wurde Österreich eines der bedeutendsten Bierexportländer. Die österreichischen Brauer erzielten bei der Weltausstellung Paris 1867 zahlreiche Preise. Wurde in den Weingegenden früher wesentlich mehr Wein als Bier getrunken – in Wien waren es 1732 dreimal so viel Wein wie Bier – so änderte sich das bis zum Ende des 18. Jahrhunderts. In der Zeit des Vormärz Mitte des 19. Jahrhunderts wurde Bier ein Modegetränk der Intellektuellen, Beamten, Studenten und Künstler. Zu Beginn des 21. Jahrhunderts lag der durchschnittliche Bierverbrauch in Österreich pro Kopf bei etwa 105 Liter im Jahr, wobei das Lager und das Märzen die häufigsten Sorten sind. Auf Grund der langen Geschichte der Biererzeugung wurde das Getränk in das Register der Traditionellen Lebensmittel aufgenommen.

## Bierhandwerk

### Brauprozess

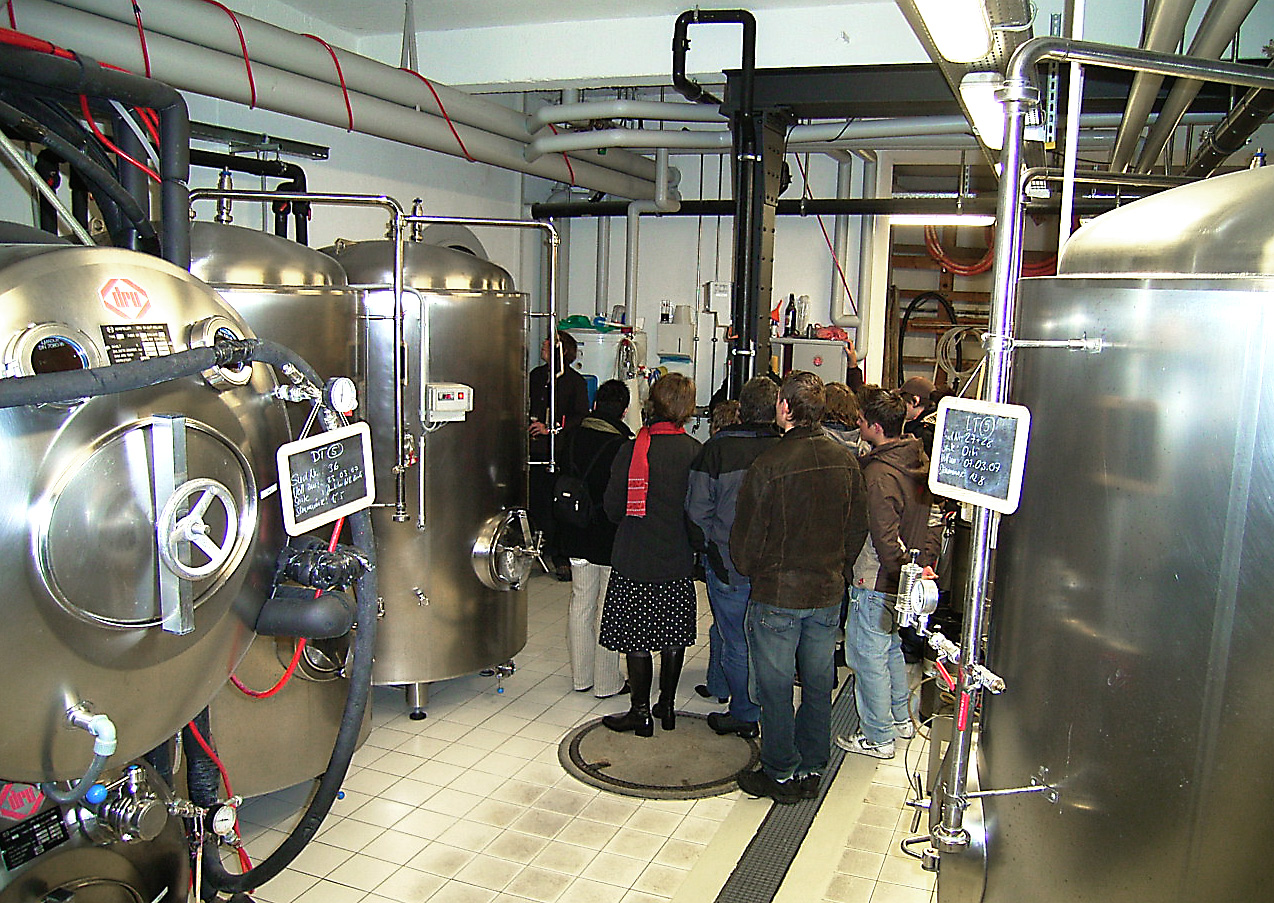
Keller Brauerei Öufi

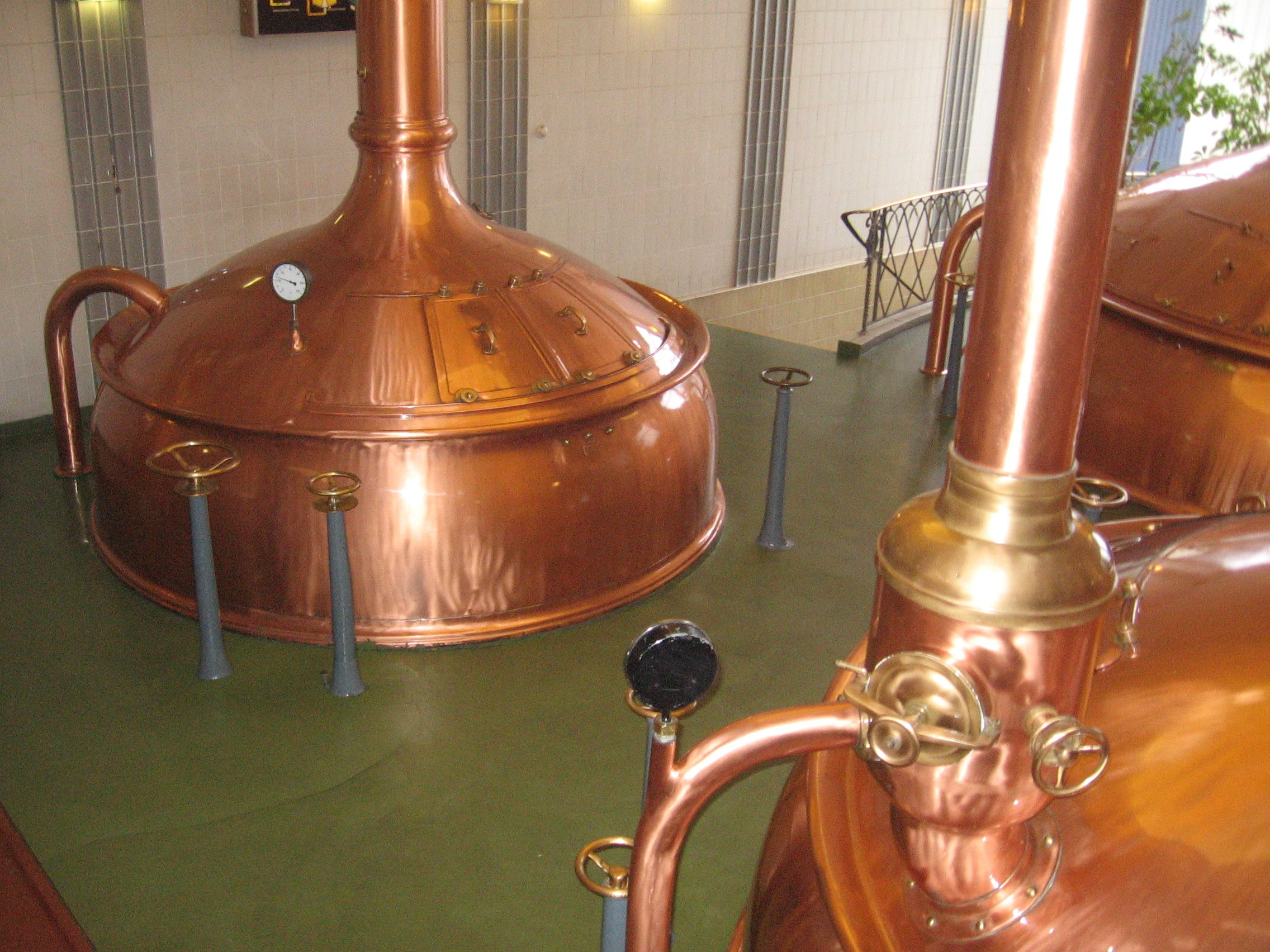
Sudpfannen

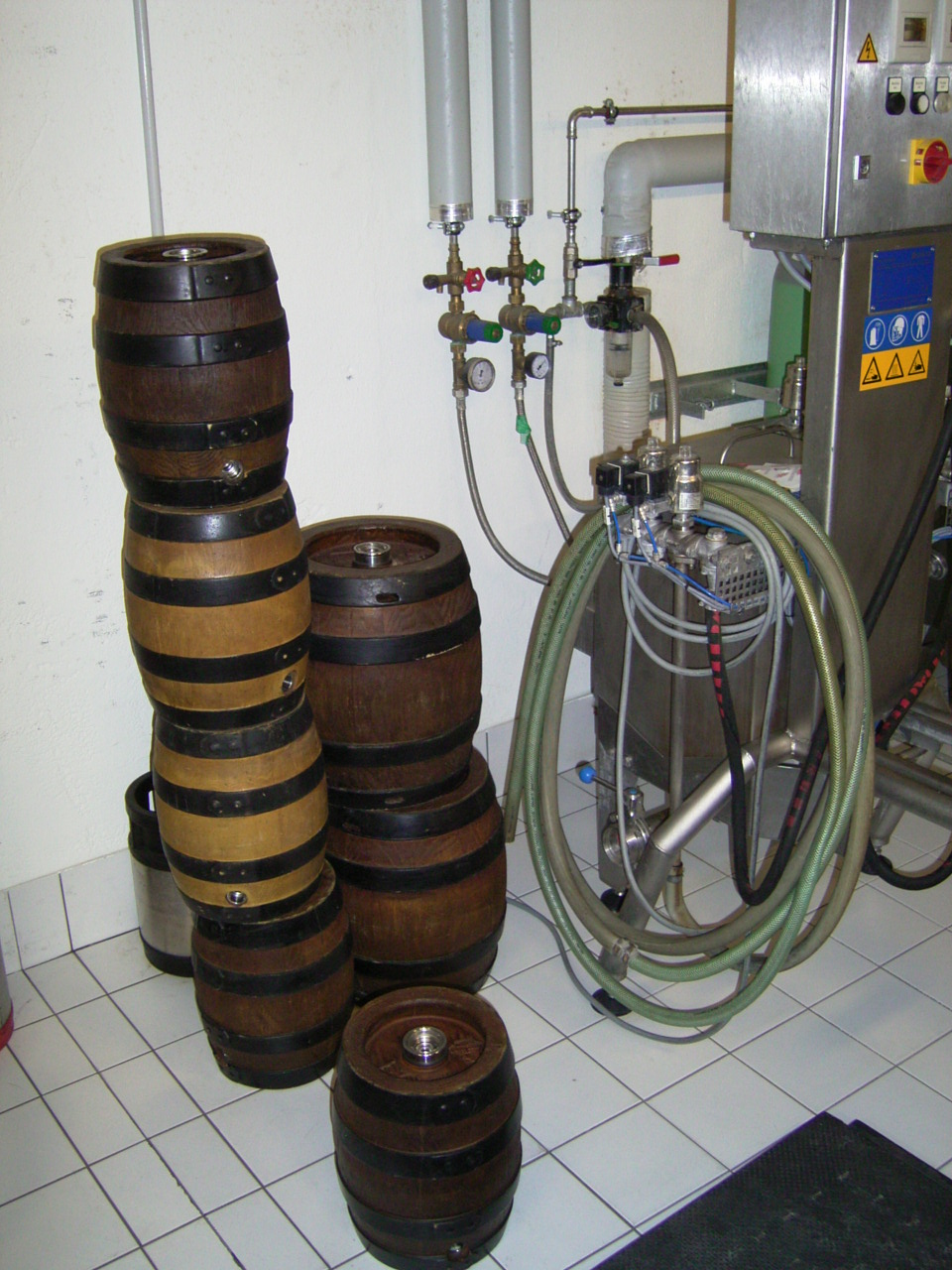
Moderne Brauereiutensilien

Beim Bierbrauen werden die Bierzutaten Wasser, Malz und Hopfen miteinander vermischt und durch Fermentation mittels Zugabe von Hefe biochemisch verändert. Es existieren unterschiedliche Brauverfahren an dessen Ende je nach Art der Zutaten und der Brauprozessführung unterschiedliche Biersorten entstehen.
Nachdem aus Getreide, meist Gerste, Malz hergestellt wurde, wird dieses geschrotet. Der eigentliche Brauprozess beginnt mit dem Maischen. Dabei wird Wasser erwärmt, das geschrotete Malz hinzugefügt und die so entstandene Maische unter ständigem Rühren je nach Verfahren bis auf etwa 75 °C erhitzt. Bei verschiedenen Temperaturen setzen Enzyme (Diastase) die nicht vergärbare  Stärke aus dem Malz in vergärbaren Malzzucker um.
Mit einer Iodprobe wird anschließend festgestellt, ob die gelöste Stärke vollständig verzuckert ist. Daraufhin wird die Maische im Läuterbottich geläutert. Der Malztreber und die sogenannte Würze, der flüssige, vergärbare Teil der Maische, werden voneinander getrennt. Durch Nachgüsse mit heißem Wasser wird die Würze aus dem Treber gespült und anschließend in der Kochpfanne mit Hopfen oder auch anderen Kräutern gekocht.
Bei dem nun folgenden Ausschlagen wird der Sud aus der Würzepfanne in einen Whirlpool oder durch einen Filter gepumpt, um die vorhandenen Schwebstoffe wie Hopfenrückstände oder geronnenes Eiweiß von der Ausschlagwürze zu entfernen. Zuletzt wird die nun Anstellwürze genannte Flüssigkeit in einem Kühler auf die optimale Gärtemperatur abgekühlt und die Hefekultur zugesetzt.
Bei der nachfolgenden alkoholischen Gärung werden die in der Würze gelösten Zucker zu Ethanol und Kohlendioxid umgesetzt. Das Gas bleibt zum Teil im fertigen Bier unter Druck als Kohlensäure gebunden. Nach der Hauptgärung, die etwa eine Woche dauert, muss das Jungbier noch etwa vier bis sechs Wochen nachgären und lagern. Das gereifte Bier wird oft nochmals gefiltert und schließlich in Flaschen, Fässer oder Dosen abgefüllt.

### Bierbeprobung
Vom abgefüllten Bier werden in den Brauereien regelmäßig Stichproben entnommen und einer sensorischen Beurteilung unterzogen. Unterschieden wird zwischen
- Geschmack: bitter, salzig, süß, säuerlich, vollmundig, herb, mild,
- Geruch: aromatisch fruchtig, wohlriechend blumig, harzig/nussig, getreideartig, karamellartig, seifig, schweflig, modrig,
- Aussehen: klar, blank, opal und trüb
- Farbe

Ziel ist es, wie bei den während des gesamten Brauprozesses überwachten chemisch-technischen Parametern, für die einzelnen Produkte eine gleichbleibende Qualität zu gewährleisten und Fehler rechtzeitig zu erkennen. Treten Abweichungen von den verschiedenen Qualitätsnormen der jeweiligen Brauerei auf, wird durch Verschnitt mit anderen Chargen versucht, die Betriebsstandards zu erreichen.
Sensorische Prüfungen werden bei Vergleichen zwischen verschiedenen Biersorten und Biermarken durchgeführt. Zusätzlich wird oft auf die sorten- und regionalspezifische Reintönigkeit geachtet. Bei der geschmacklichen Prüfung erfolgt die Einteilung in Antrunk, Mittelteil und Abgang. Zur Beprobung gehört der visuelle Eindruck, dabei wird neben der Farbe der Flüssigkeit die Beständigkeit und Porengröße des Bierschaums beurteilt. Diese Merkmale lassen Rückschlüsse auf die Qualität des Bieres zu.

## Einteilung der Biere
Eine Klassifizierung von Bieren ist nach vielen unterschiedlichen Gesichtspunkten wie Rechtsvorschriften, Geschmack, Braustil und -zutaten oder auch Orten und Regionen möglich. Vor allem im englischen Sprachraum hatte der Autor Michael Jackson mit seinem Buch The World Guide to Beer einen großen Einfluss auf die Kategorisierung von Biersorten.

### Einteilung nach Stammwürzegehalt (Biergattung)
Unter Stammwürze versteht man den Gehalt an löslichem Extrakt im noch unvergorenen Bier, der wie bei Suppe die Kräftigkeit ausmacht. Aus dieser Stammwürze resultieren dann Süße, Trockenrückstand und Alkoholgehalt des vergorenen Bieres. 
Aufgrund von steuer- oder lebensmittelrechtlichen Erwägungen gliedert der Gesetzgeber die Biere anhand der Höhe der Stammwürze in unterschiedliche Biergattungen.

#### Deutschland
In Deutschland sind Biergattungen über die Bierverordnung in vier Gruppen unterteilt.
- Bier mit niedrigem Stammwürzegehalt mit einer Stammwürze von unter 7 % (Der Stammwürzegehalt wird in Gewichtsprozent (Gew.-%), genauer Massenprozent (M.-% oder %), gleich g/100g Lösung, mithilfe einer „Bierspindel“ bestimmt und angegeben, der Alkoholgehalt wird im Brauverfahren ebenfalls als M.-% bestimmt und berechnet, auf Etiketten aber als Volumenprozent (Vol.-%) angegeben)
- Schankbier mit einer Stammwürze von 7,0 % bis unter 11 %
- Vollbier mit einer Stammwürze von 11,0 % bis unter 16 %
- Starkbier ab einer Stammwürze von mindestens 16,0 %

#### Österreich
In Österreich gelten diesbezüglich folgende Sachbezeichnungen:
- Leichtbier bei Alkoholgehalt von nicht mehr als 3,7 Vol.%
- Schankbier mit einer Stammwürze von 9 % bis unter 11 %
- Vollbier mit einer Stammwürze von 11 % bis unter 16 %
  - Spezialbier mit einer Stammwürze von mindestens 12,5 % (optionale Bezeichnung eines Vollbiers)
- Starkbier mit einer Stammwürze von mindestens 16,0 % (alternative Bezeichnung Bockbier)

#### Schweiz
In der Schweiz lauten die Sachbezeichnungen für Biere:
- Leichtbier mit einer Stammwürze unter 10 %
- Lagerbier mit einer Stammwürze ab 10 %
- Spezialbier mit einer Stammwürze ab 11,5 %
- Starkbier mit einer Stammwürze ab 14 %

### Einteilung nach Art der verwendeten Hefe (Bierart)
Anhand der Art der verwendeten Hefe werden die Biersorten in obergärige Biere (z. B. Altbier oder Kölsch) und untergärige Biere (z. B. Pils oder Helles) aufgeteilt. Daneben gibt es noch die Besonderheit der spontangärigen Biere (z. B. Lambic oder Geuze), bei denen die Hefe nicht kontrolliert zugesetzt wird, sondern
die örtlichen, frei in der Luft über dem offenen Gärbottich fliegenden Hefen und Milchsäurebakterien genutzt werden.

### Einteilung nach dem Brauort (Biertyp)
Die Einteilung nach Biertypen ist historisch bedingt und heutzutage nicht mehr sehr geläufig. Die Bezeichnungen für Bier leiten sich von berühmten Brauorten ab, deren Biersorten typisch für sie waren. Am Bekanntesten ist heutzutage noch das Pilsner Bier, das Münchner, Dortmunder oder das Kölsch.

### Einteilung nach weiteren unterschiedlichen Merkmalen (Biersorte)

#### Deutschland
Die Biersorten selbst erhalten ihre Bezeichnung nach diversen Merkmalen wie
- Verwendetes Getreide: Weizenbier, Roggenbier
- Bierfarbe: Helles, Dunkel, Rotbier
- Herkunft: Kölsch, Berliner Weisse
- Geschmack: Bitter, Süßbier, Rauchbier
- Brauverfahren: Steinbier, Altbier

#### Österreich
Nach dem Österreichischen Lebensmittelbuch gibt es folgende Sorten:
Schüttung zu mindestens 75 % aus Gerstenmalz:
- Lager bzw. Märzen: ausgewogen malziges, mild hopfenbitteres, untergäriges Vollbier.
- Pils: hellfärbiges und stärker gehopftes, untergäriges Bier.

Mindestens 50 % Weizenmalz:
- Weizen, auch Weißbier: obergäriges, fruchtiges, schwach gehopftes Bier.

Unfiltrierte Biere:
- Zwickl, Keller- und Weizen- bzw. Weißbier

## Arten

### Alkoholfreie Biere
Meist enthält „alkoholfreies Bier“ noch eine geringe Menge Restalkohol, die auch gesetzlich bis zu einem Gehalt von 0,5 Vol.-% als „alkoholfrei“ toleriert wird. Der Alkoholgehalt liegt je nach Herstellungsverfahren zwischen 0,0 Vol.-% und 0,5 Vol.-%. Die meisten Fruchtsäfte  oder Kefir enthalten von Natur aus durch Gärprozesse vergleichbare Alkoholmengen. Biere mit 0,0 Vol.-% Ethanol gibt es erst seit 2006. Für trockene Alkoholiker, Schwangere, Autofahrer und Kinder ist zwar der Alkoholgehalt einer 0,5-Liter-Flasche alkoholfreien Biers kein Problem, dennoch ist alkoholfreies Bier aus psychologischen Gründen vor allem für Alkoholkranke nicht unbedenklich.
Es existieren zwei unterschiedliche Herstellungsverfahren: Das Abbrechen des Gärprozesses bei einem Alkoholgehalt von 0,5 Vol.-%, wie es beim Malzbier durchgeführt wird; oder das nachträgliche Entfernen von Ethanol bis zum gewünschten Alkoholgehalt. Bei der vorzeitigen Unterbrechung der Gärung wird eine extraktschwache Würze mit 7–8 % Gehalt an Stammwürze eingesetzt. Zur Entfernung von Alkohol aus einem normalen Bier wird entweder ein Verfahren genutzt, bei dem durch Umkehrosmose über eine Membran oder über einen Vakuum-Verdampfer der Alkoholgehalt reduziert wird. Teils wird eine Kombination von Umkehrosmose und Destillation verwendet, bei der aus dem durch die Membran hindurchgetretenen Permeat aus Ethanol und Wasser das Ethanol abdestilliert und das zurückbleibende Wasser, mit eventuellen weiteren Geschmacksstoffen, wieder in das hinter der Membran zurückgebliebene Konzentrat zurückgeführt wird. In Deutschland lag der Marktanteil alkoholfreier Biere 2009 bei 3,5 %, stieg bis 2015 auf ca. 5 % an und stagniert seit 2017 bei rund 7,5 %.

### Biermischgetränke
Bier wird auch mit anderen Getränken gemischt angeboten. Meist wird mit Erfrischungsgetränken oder Fruchtsäften gemischt. Sie bestehen meist zu wenigstens 50 % aus Bier. Diese Mischgetränke werden zunehmend als Fertigprodukt in den Handel gebracht. Längere Zeit sind aber bereits Mischungen bekannt, die erst unmittelbar vor dem Genuss in Lokalen bereitet wurden. Die absatzstärksten Mischgetränke sind in Deutschland mit einem Anteil von über 40 Prozent Bier-/Limomischungen, also v. a. Radler.

## Bierkonsum und Brauwirtschaft

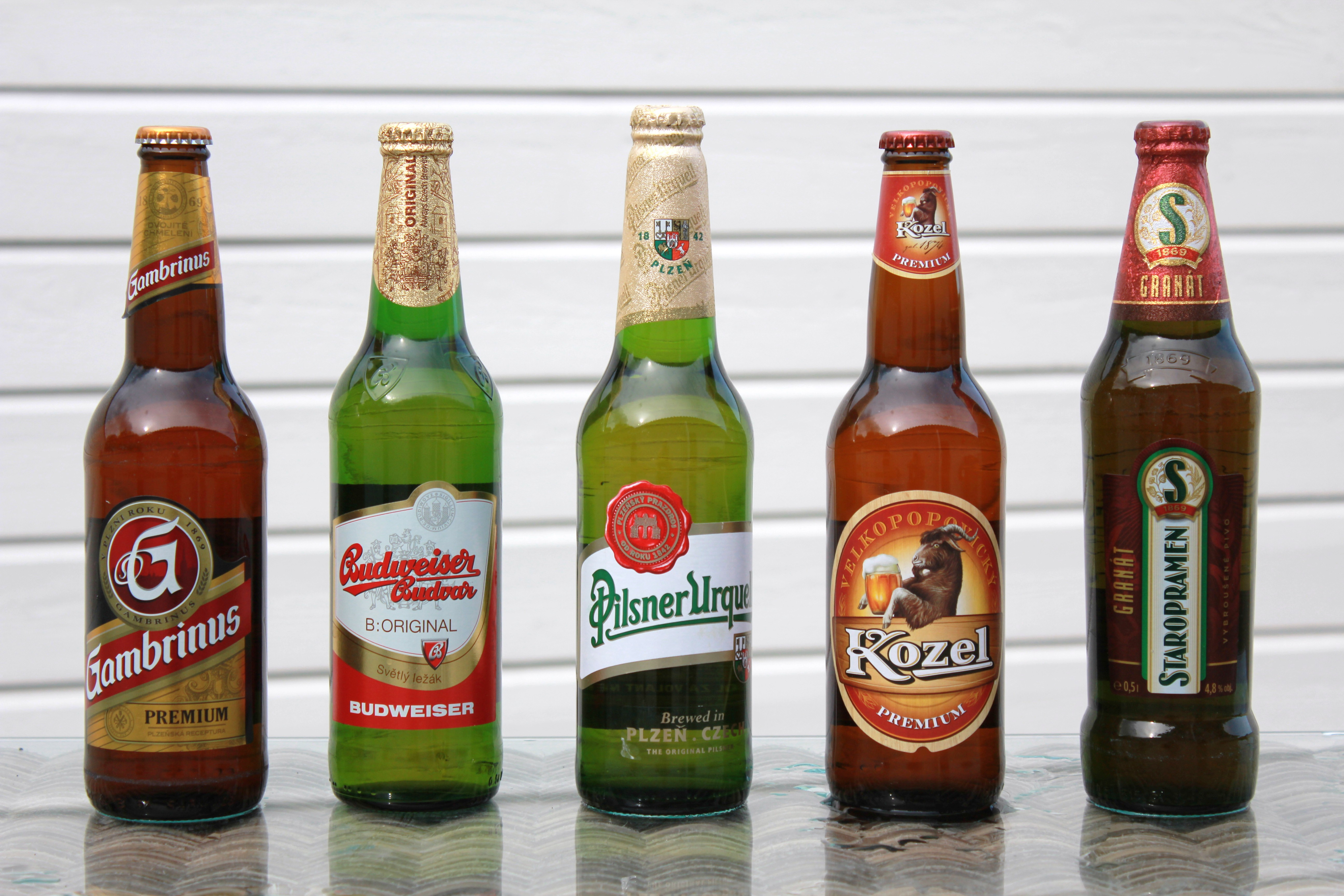
Auswahl tschechischer Biere

### Weltweit
2022 wurden insgesamt 1,9 Milliarden Hektoliter Bier gebraut. Die Länder mit der größten Produktion von Bier waren China, die USA und Brasilien.

### Europäische Union
Nach Angaben von „The Brewers of Europe“ lag die Europäische Union im Jahr 2017 mit einer Jahresproduktion von ca. 395 Millionen hl (2018: ca. 405 Millionen hl) auf Rang 2 der weltgrößten Bierproduzenten.
Für das Jahr 2018 werden EU-weit 10285 aktive Brauereien angegeben, ca. 7200 davon sind Kleinbrauereien mit einem Jahresausstoß von unter 1000 hl. Im Vergleich zum Jahr 2012 (4827 Brauereien) hat sich die Gesamtzahl der Brauereien seitdem mehr als verdoppelt. Von den aktiven Brauereien befinden sich 2030 in Großbritannien, 1600 in Frankreich und 1542 in Deutschland.
Der Bierkonsum in der EU betrug 2018 ca. 370 Millionen hl und ca. 32 Millionen hl wurden aus der EU exportiert.

#### Deutschland

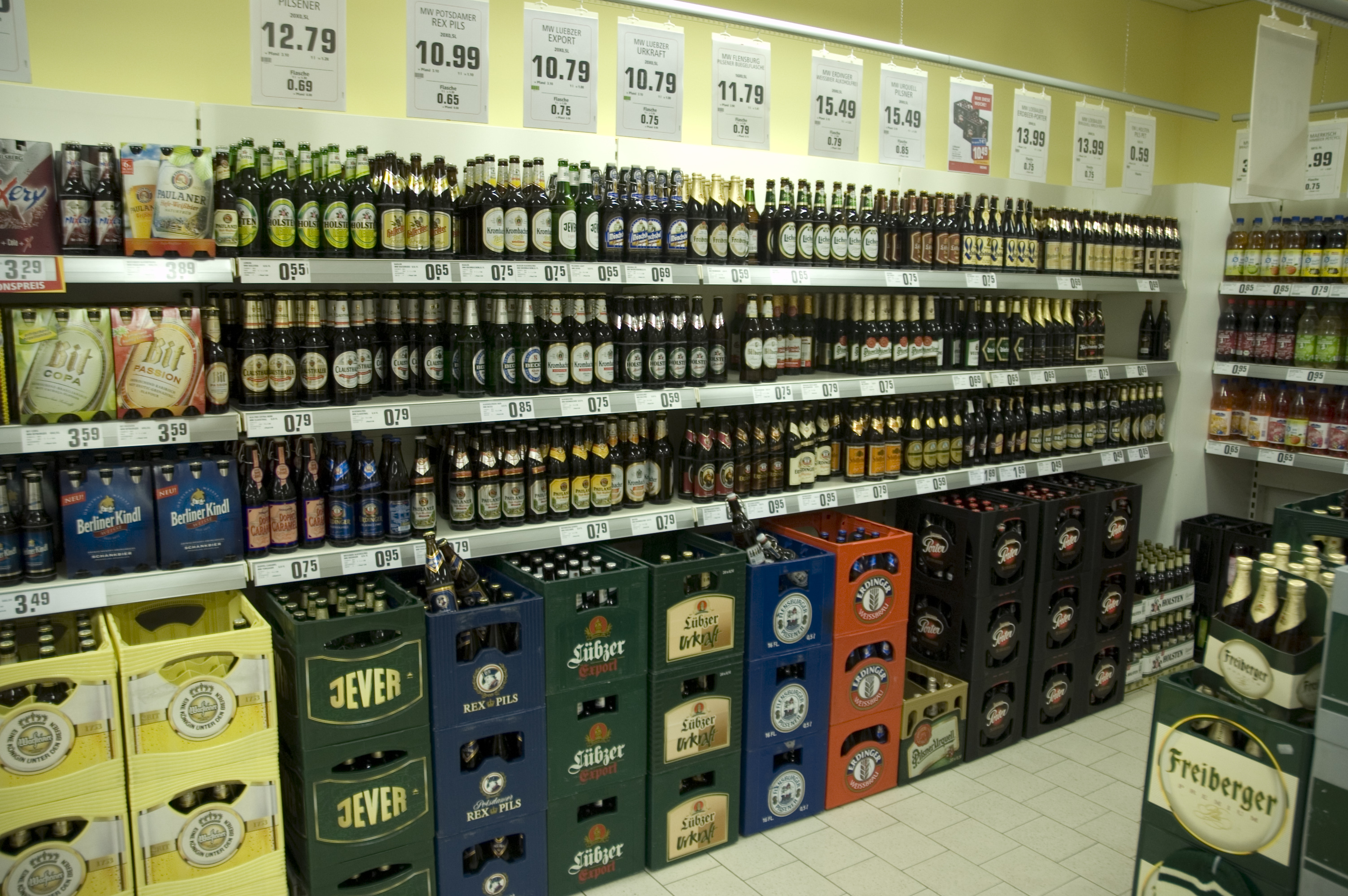
Bier im Supermarkt

Pro-Kopf-Bierverbrauch in Deutschland in Liter je Einwohner.

Im Jahr 2019 wurden in Deutschland 92,2 Millionen hl Bier abgesetzt, das waren 1,8 Millionen hl weniger als im Vorjahr. Nicht enthalten sind der Absatz von alkoholfreien Bieren und Malzbier sowie das aus Nicht-EU-Ländern eingeführte Bier. Biermischgetränke waren 2019 mit circa 4,4 Millionen hl am Bierabsatz beteiligt, dies entspricht etwa 4,8 % des gesamten Bierabsatzes. 76,1 Millionen hl (ca. 82,6 %) des gesamten Bierabsatzes waren für den deutschen Inlandsverbrauch bestimmt und wurden versteuert. Der steuerfreie Absatz betrug 16,1 Millionen hl Bier. 9 Millionen hl davon gingen in die EU-Länder, 7 Millionen hl in Drittländer und ca. 124.000 hl als Haustrunk an die Beschäftigten der Brauereien.
Von der im Jahr 2019 produzierten Gesamtmenge von 86,2 Millionen hl kamen 24 Millionen hl aus Bayern, gefolgt von Nordrhein-Westfalen mit 19,4 Millionen hl. Von den insgesamt 1548 erfassten Braubetrieben bilden 862 kleine Brauereibetriebe mit weniger als 1000 hl/Jahr die größte Gruppe.
Nach Angaben des Statistischen Bundesamtes ist der Konsum von alkoholhaltigem Bier in Deutschland seit Jahren rückläufig. 1994 wurden noch 107 Millionen hl in Deutschland abgesetzt, 2019 waren es noch 76 Millionen hl, im Jahr 2020 rund 72 Millionen hl. Selbiges gilt für die Entwicklung des Pro-Kopf-Verbrauchs. Während ein deutscher Bürger im Jahr 2009 im Durchschnitt noch circa 105 l Bier trank, waren es 2013 bereits unter 100 l, 2019 nur noch 92 l. 2020 wurde ein deutlicher Rückgang mit einem Minus von 5,4 % auf 86,9 Liter verzeichnet. Der stärkste Einbruch innerhalb der letzten 10 Jahre lässt sich unter anderem mit den Maßnahmen zur Bekämpfung der Corona-Pandemie im Jahr 2020 begründen. 2023 sank der Bierabsatz in Deutschland gegenüber dem Vorjahr um weitere 4,5 Prozent, auf rund 8,4 Milliarden Liter. 2024 ging er um weitere 2,0 Prozent zurück, auf rund 8,3 Milliarden Liter.
Touristenstraßen wie die Aischgründer Bierstraße und die Bayerische Bierstraße erschließen die touristische Vermarktung von Bier und Brauwirtschaft.

#### Schweiz
In der Schweiz wurden 2017 4,62 Mio. Hektoliter Bier getrunken. Davon wurden 3,46 Mio. hl von Schweizer Brauereien produziert und 1,59 Mio. hl aus 86 Ländern importiert. Mit 75 % ist Lagerbier am beliebtesten, gefolgt von 10 % Spezialbier (Pilsener Brauart), die restlichen 15 % verteilen sich auf diverse Spezialbiere wie Zwickel, Kellerbiere, obergärige Biere und Biermischgetränke. Der Pro-Kopf-Konsum betrug 2017 54,3 Liter Bier. Mit 921 Brauereien auf 8,4 Mio. Einwohner weist die Schweiz wohl die höchste Brauereidichte der Welt auf. Als Brauerei zählt in der Schweiz eine Braustätte, die mehr als 400 Liter Bier im Jahr produziert und sich daher bei der Eidgenössischen Alkoholverwaltung registrieren muss und zwischen 17 und 34 Rappen pro Liter Biersteuer zahlt.

## Biermaße
In unterschiedlichen Gegenden Deutschlands, der Schweiz, Österreichs und der übrigen Welt haben sich regionale Bezeichnungen für verschiedene Größen von Biergläsern und Bierflaschen etabliert, die ihren Ursprung zum Teil in alten (teilweise regionalen) Maßeinheiten haben.

## Inhaltsstoffe
Bedingt durch die Art der verwendeten Zutaten, den Brau- und Gärprozess sowie die Lagerung und Reifung des Bieres sind im fertigen Getränk eine Vielzahl an unterschiedlichen Stoffen wie Kohlenhydrate, Vitamine, Aromastoffe sowie Spurenelemente vorhanden.
| Substanzen      | Art                   | Gewicht      | Benötigter Tagesbedarf   |
| --------------- | --------------------- | ------------ | ------------------------ |
| Grundsubstanzen | Kohlenhydrate         | 30–40 g      |                          |
| Grundsubstanzen | Eiweiß                | 3–5 g        |                          |
| Grundsubstanzen | Alkohol               | 35–43 g      |                          |
| Grundsubstanzen | Kohlensäure           | 4–5 g        |                          |
| Grundsubstanzen | Wasser                | 840–900 g    |                          |
| Vitamine        | B1 (Thiamin)          | 0,03–0,04 mg | 1,0–1,4 mg               |
| Vitamine        | B2 (Riboflavin)       | 0,3–0,4 mg   | 1,2–1,6 mg               |
| Vitamine        | B6 (Pyridoxin)        | 0,4–0,9 mg   | 1,2–1,9 mg               |
| Vitamine        | H (Biotin)            | 0,005 mg     | 0,0–0,06 mg oder 0,15 mg |
| Vitamine        | Nikotinsäure (Niacin) | 6–9 mg       | 13–18 mg                 |
| Vitamine        | Folsäure              | 0,04–0,8 mg  | 0,4–0,6 oder 0,2 mg      |
| Vitamine        | Pantothensäure        | 0,9–1,5 mg   | 6 mg                     |
| Elemente        | Kalium                | 420–570 mg   | 2000 mg                  |
| Elemente        | Phosphor              | 0,12–0,32 g  |                          |
| Elemente        | Schwefel              | 0,1–0,2 g    |                          |
| Elemente        | Magnesium             | 80–100 mg    | 300–400 mg               |
| Elemente        | Kalzium               | 40–100 mg    | 1000–1200 mg oder 800 mg |
| Elemente        | Silicium              | 0,01–0,04 g  |                          |

### Vitamine und Mineralstoffe
Bei moderatem Konsum kann Bier eine gute Quelle vieler wasserlöslicher Vitamine sein, darunter die B-Vitamine Riboflavin, Folsäure, Pantothensäure, Pyridoxin und Niacin. Thiamin ist nur in geringen Mengen vorhanden, da es während der Gärung von der Hefe abgebaut wird. Da Alkohol die Thiaminaufnahme hemmt, kann das vorhandene Thiamin schlechter verwertet werden. Fettlösliche Vitamine werden während des Brauprozesses abgeschieden und gelangen dadurch nicht ins Endprodukt. Vitamin C ist zwar in Gerste und grünem Malz vorhanden, wird aber beim Darren zerstört. Manchen Bieren wird es als Antioxidationsmittel zugesetzt.
Bier ist reich an Kalium, Magnesium, Selen und Silicium, enthält aber nur wenig Calcium, Eisen und Zink. Das hohe Kalium-Natrium-Verhältnis macht Bier gut geeignet für eine natriumarme Ernährung. Da Alkohol diuretisch wirkt, kann Bier einen Mineralstoffverlust begünstigen.

### Aromastoffe
Bier enthält zahlreiche Aromastoffe, die für den Geruch und Geschmack verantwortlich sind. Dabei unterscheiden sich Art und Menge der Aromastoffe je nach Biersorte. Alkoholfreie Biere enthalten – neben dem Alkohol – auch andere Aromastoffe nur in geringerer Konzentration als herkömmliche Biere. Eine Auswahl ist in der folgenden Galerie zu sehen.

Auswahl einiger Aromastoffe im Bier
Ethanol ist auch ein Aromastoff.
Humulon – ein Bitterstoff aus dem Hopfen.
Linalool sorgt für einen hopfigen Geruch.
Furaneol sorgt für Karamellnoten in dunklen Bieren.
3-Methyl-2-buten-1-thiol entsteht durch Licht und sorgt für ein Fehlaroma (Lichtgeschmack).

## Gesundheit und Risiken
Als alkoholhaltiges Getränk kann Bier eine starke psychische und im späteren Verlauf körperliche Abhängigkeit hervorrufen – also süchtig machen – und zur Alkoholkrankheit führen. Da in vielen Regionen der Konsum von Bier und Wein in größeren Mengen gesellschaftlich anerkannt ist und so nicht als auffälliges Verhalten gilt, wird das Suchtverhalten von den Betroffenen und ihrem Umfeld tendenziell später erkannt als bei anderen Substanzen.

### Herz und Kreislauf
| Biersorte      | Polyphenole in mg/l |
| -------------- | ------------------- |
| Alkoholfrei    | 366 ± 73            |
| Lager          | 452 ± 86            |
| Pils           | 484 ± 37            |
| Weizen         | 504 ± 44            |
| Ale            | 563 ± 52            |
| Trappistenbier | 622 ± 77            |
| Bock           | 875 ± 168           |

Bier ist eine wesentliche Quelle polyphenolischer Antioxidantien, welche vor Arteriosklerose schützen können. In den Vereinigten Staaten steht Bier an Platz 3 der Antioxidantienlieferanten in Getränken und liefert pro Kopf etwa die doppelte Menge wie Rotwein. In Tiermodellen konnte eine Schutzwirkung von Bier mit und ohne Alkohol nachgewiesen werden, teils war der Effekt in alkoholhaltigem Bier aber stärker.
Der Polyphenolgehalt von Bier unterscheidet sich zwischen verschiedenen Sorten deutlich. Den größten Beitrag zum antioxidativen Effekt liefern Syringasäure, Sinapinsäure, Kaffeesäure und Ferulasäure.

### Glutenunverträglichkeit
Für Menschen mit einer Glutenunverträglichkeit (Zöliakie) sind praktisch alle konventionell gebrauten Biere aufgrund des im Braugetreide (Gerste und Weizen) enthaltenen Glutens für den Konsum nicht oder nur eingeschränkt geeignet. Aus Getreidesorten, die kein Gluten enthalten, wird glutenfreies Bier gebraut. Verwendet werden dafür unter anderem Mais, Reis, Hirse, Sorghum oder Buchweizen. Diese alternativen Getreidesorten sind jedoch oft nur ineffizient zu verarbeiten oder weisen geschmackliche Abweichungen auf. Traditionell zubereitetes Bier oder bierähnliche Getränke auf der Basis dieser Sorten sind in verschiedenen Regionen der Welt verbreitet, so das japanische Sake aus Reis, das aus Mais hergestellte Chicha in Südamerika oder die auf Hirse basierenden Getränke Tella, Dolo, Pombe und Merisa in Afrika. Industriell produziertes glutenfreies Bier wird nach modernen Brauverfahren hergestellt und orientiert sich geschmacklich oft an handelsüblichen Bieren.

### Werbung zu gesundheitsbezogenen Wirkungen
Nach der Health-Claims-Verordnung ist Werbung für Bier mit gesundheitsbezogenen Angaben nicht gestattet.

## Kuriosa

### Stärkstes Bier der Welt
Da die Bierhefe ab 12 % Alkoholgehalt abstirbt, bedarf es zum Erreichen höherer Konzentrationen unterstützender Verfahren. Diese sind die nachträgliche Zugabe frischer Hefe, das Entfernen abgestorbener Hefekulturen, das Entziehen von Wasser (Eisbock) oder andere Techniken. Dabei werden mittlerweile Werte über 60 % erreicht. Da es keine einheitlichen internationalen Maßstäbe dafür gibt, wie diese Biere hergestellt werden dürfen, sind sowohl die Rekorde als auch die Getränke selbst mit Vorsicht zu genießen.

### Sonstiges
- Umgangssprachlich gibt es allerlei Bezeichnungen für Bier, etwa scherzhaft Gerstensaft oder Hopfenkaltschale.[50]
- Vergleichbar der Weinprobe gibt es die Bierprobe, bei der für ein interessiertes Publikum ein Angebot mit unterschiedlichen Biersorten und Biermarken vorgestellt wird. Diese fachkundige Beprobung wird meist von einem Biersommelier durchgeführt.
- Einer der international bekanntesten Bierverkoster war der Brite Michael Jackson.
- Zwei Fässer Bier waren 1835 die erste Fracht, die in Deutschland mit der Eisenbahn befördert wurde. Das geschah auf der Bahnstrecke von Nürnberg nach Fürth.[51]
- In Schweden ist Bier mit über 3,5-Vol-Prozent nicht frei im Handel erhältlich, sondern nur in Filialen der staatlichen Kette Systembolaget. In Finnland ist Bier bis 4,7-Vol-Prozent im freien Handel erhältlich, während höherprozentiges Bier nur in den staatlichen Alko-Läden verkauft wird. In Island und auf den Färöer sind in Supermärkten nur Leichtbiere bis 2,25- (Island) bzw. 2,7-Vol-Prozent (Färöer) erhältlich, während andere Biersorten in wenigen staatlichen Alkoholläden (Vínbúðin (Island) und Rúsdrekkasøla Landsins (Färöer)) vorgehalten werden. Für Norwegen existieren ähnliche Regelungen, wobei hier die Grenze bei 4,75-Vol-Prozent liegt.
- Der Codex Hammurapi, eine der ältesten Gesetzessammlungen der Welt, widmet sich besonders ausführlich dem Bier: Zahlreiche Paragrafen beschäftigen sich mit seiner Herstellung, dem Bierpreis und seiner Zuteilung. So hatten babylonische Provinzverwalter und Hohepriester Anrecht auf die Höchstmenge von rund fünf Litern pro Tag, den Hofdamen des Königs standen immerhin noch drei Liter zu,[52] jedem Tempelarbeiter fünf Brote und zwei Krüge Bier. Die Tradition des Haustrunks geht auf diese Zeit zurück.[53]
- In Biergärten und anderen Ausschanken hat das Bier aus Fässern zumeist die gekühlte Temperatur. Viele Menschen haben sehr individuelle Vorlieben bezüglich der richtigen Temperatur, zum Anpassen der Trinktemperatur gibt es Bierwärmer. In einem zugefügten Einhängegefäß befindet sich warmes Wasser. So kann ein Bier durch die Dauer des Einsatzes des Bierwärmers individuell temperiert werden.
- Es gibt in verschiedenen Ländern Bierparteien.

## Tag des Bieres
- Der Internationale Tag des Bieres wird seit 2008 jährlich am ersten Freitag im August gefeiert.
- In der Schweiz wird seit dem 19. April 2012 der Tag des Schweizer Bieres gefeiert.[54]
- Der Deutsche Brauer-Bund feiert seit 1994 den Tag des Deutschen Bieres jeweils am 23. April.